# Campeonato Mundial de Natação em Piscina Curta de 2022 - 4x100 m livre feminino
A prova dos 4x100 metros nado livre feminino do Campeonato Mundial de Natação em Piscina Curta de 2022 foi disputada no dia 13 de dezembro de 2022, no Melbourne Sports and Aquatics Centre, em Melbourne, na Austrália.

## Recordes
Antes desta competição, os recordes mundiais e do campeonato nesta prova eram os seguintes:
|                       | Nacionalidade | Tempo   | Local | Data                   |
| --------------------- | ------------- | ------- | ----- | ---------------------- |
| Recorde mundial       | Países Baixos | 3:26.52 | Doha  | 5 de dezembro de 20214 |
| Recorde do campeonato | Países Baixos | 3:26.52 | Doha  | 5 de dezembro de 20214 |

Os seguintes recordes mundiais ou do campeonato foram estabelecidos durante esta competição:
| Data           | Evento | Nome                                                                                     | Nacionalidade  | Tempo   | Notas |
| -------------- | ------ | ---------------------------------------------------------------------------------------- | -------------- | ------- | ----- |
| 13 de dezembro | Final  | Mollie O'Callaghan (52.19) Madison Wilson (51.28) Meg Harris (52.00) Emma McKeon (49.96) | Estados Unidos | 3:25.43 | ,     |

## Medalhistas
| Ouro                                                                                       | Prata | Bronze                                                                                           |
| Austrália · Mollie O'Callaghan · Madison Wilson · Meg Harris · Emma McKeon · Leah Neale[a] | Estados Unidos · Torri Huske · Kate Douglass · Claire Curzan · Erika Brown · Erin Gemmell[a] · Natalie Hinds[a] | Canadá · Rebecca Smith · Taylor Ruck · Maggie Mac Neil · Katerine Savard · Mary-Sophie Harvey[a] |

a  Nadadores que participaram apenas nas eliminatórias e receberam medalhas.

## Cronograma
Todos os horários são locais (UTC+11).
| Data           | Hora  | Evento        |
| -------------- | ----- | ------------- |
| 13 de dezembro | 13:09 | Eliminatórias |
| 13 de dezembro | 21:22 | Final         |

## Resultados

### Eliminatórias
As eliminatórias ocorreram no dia 13 de dezembro com início às 13:09.
| Colocação | Bateria | Raia | Nacionalidade  | Nadadoras                                                                                                 | Tempo   | Notas            |
| --------- | ------- | ---- | -------------- | --- | ------- | ---------------- |
| 1         | 2       | 3    | Austrália      | Meg Harris (52.11) Madison Wilson (51.43) Leah Neale (53.28) Emma McKeon (51.76)                          | 3:28.58 | Q,               |
| 2         | 1       | 5    | Países Baixos  | Kim Busch (53.28) Valerie van Roon (53.12) Kira Toussaint (52.30) Marrit Steenbergen (51.72)              | 3:30.42 | Q                |
| 3         | 2       | 4    | Canadá         | Rebecca Smith (52.75) Katerine Savard (52.90) Mary-Sophie Harvey (53.13) Taylor Ruck (51.91)              | 3:30.69 | Q                |
| 4         | 1       | 4    | Estados Unidos | Erika Brown (52.83) Erin Gemmell (52.84) Natalie Hinds (52.70) Torri Huske (52.74)                        | 3:31.11 | Q                |
| 5         | 1       | 3    | China          | Yang Junxuan (52.95) Liu Shuhan (52.94) Wu Qingfeng (52.96) Cheng Yujie (53.20)                           | 3:32.05 | Q                |
| 6         | 2       | 5    | Suécia         | Sara Junevik (52.79) Sofia Åstedt (53.65) Klara Thormalm (54.50) Michelle Coleman (52.23)                 | 3:33.17 | Q                |
| 7         | 2       | 6    | Reino Unido    | Anna Hopkin (52.12) Isabella Hindley (53.55) Medi Harris (54.56) Abbie Wood (53.23)                       | 3:33.46 | Q                |
| 8         | 1       | 6    | Japão          | Rio Shirai (53.69) Chihiro Igarashi (52.63) Yume Jinno (53.49) Miki Takahashi (53.83)                     | 3:33.64 | Q                |
| 9         | 2       | 2    | Brasil         | Giovanna Diamante (53.99) Stephanie Balduccini (53.82) Aline Rodrigues (55.08) Gabrielle Roncatto (55.72) | 3:38.61 |                  |
| 10        | 2       | 7    | Eslováquia     | Lillian Slušná (55.34) Tamara Potocká (54.46) Zora Ripková (55.62) Teresa Ivanová (53.81)                 | 3:39.23 | Recorde nacional |
| 11        | 1       | 7    | Hong Kong      | Sze Hang-yu (54.12) Stephanie Au (55.15) Chan Kin Lok (55.82) Ho Nam Wai (55.19)                          | 3:40.28 |                  |
| 12        | 1       | 1    | Nova Zelândia  | Emma Godwin (54.56) Rebecca Moynihan (53.29) Hazel Ouwehand (56.54) Summer Osborne (56.08)                | 3:40.47 |                  |
| 13        | 1       | 2    | África do Sul  | Milla Drakopoulos (56.97) Caitlin de Lange (53.33) Emily Visagie (57.08) Rebecca Meder (54.19)            | 3:41.57 | Recorde africano |
| 14        | 2       | 1    | Peru           | Rafaela Fernandini (55.43) McKenna de Bever (55.68) Alexia Sotomayor (57.86) María Fe Muñoz (58.25)       | 3:47.22 | Recorde nacional |

### Final
A final foi realizada no dia 13 de dezembro com início às 21:22.
| Colocação         | Raia | Nacionalidade  | Nadadoras                                                                                    | Tempo   | Notas              |
| ----------------- | ---- | -------------- | -------------------------------------------------------------------------------------------- | ------- | ------------------ |
| Medalha de ouro   | 4    | Austrália      | Mollie O'Callaghan (52.19) Madison Wilson (51.28) Meg Harris (52.00) Emma McKeon (49.96)     | 3:25.43 | Recorde mundial    |
| Medalha de prata  | 6    | Estados Unidos | Torri Huske (51.73) Kate Douglass (51.17) Claire Curzan (51.59) Erika Brown (51.80)          | 3:26.29 | Recorde da América |
| Medalha de bronze | 3    | Canadá         | Rebecca Smith (52.68) Taylor Ruck (51.49) Maggie Mac Neil (51.11) Katerine Savard (52.78)    | 3:28.06 | Recorde nacional   |
| 4                 | 7    | Suécia         | Sara Junevik (52.46) Michelle Coleman (51.76) Louise Hansson (52.15) Sofia Åstedt (52.98)    | 3:29.35 |                    |
| 5                 | 5    | Países Baixos  | Kim Busch (53.37) Kira Toussaint (52.33) Valerie van Roon (52.98) Marrit Steenbergen (50.91) | 3:29.59 |                    |
| 6                 | 2    | China          | Yang Junxuan (53.02) Cheng Yujie (52.51) Wu Qingfeng (52.52) Zhang Yufei (51.91)             | 3:29.96 |                    |
| 7                 | 1    | Reino Unido    | Anna Hopkin (51.81) Isabella Hindley (53.80) Medi Harris (54.03) Abbie Wood (53.83)          | 3:33.47 |                    |
| 8                 | 8    | Japão          | Rio Shirai (53.95 ) Chihiro Igarashi (53.09) Yume Jinno (53.26) Miki Takahashi (54.48)       | 3:34.78 |                    |

Legenda
| Recorde mundial       | Recorde mundial (World record)               |                       | Recorde africano                      | Recorde africano (African) |                                           | Q | Classificado por posição (Qualified) |
| Recorde do campeonato | Recorde do campeonato (Championship record)  | Recorde da América    | Recorde da América (Americas)         | q                          | Classificado por melhor tempo (Qualified) |   |                                      |
| Melhor marca do ano   | Melhor marca do ano (World leading)          | Recorde asiático      | Recorde asiático (Asian)              | DNS                        | Não largou (Did not start)                |   |                                      |
| Recorde nacional      | Recorde nacional (National record)           | Recorde europeu       | Recorde europeu (European)            | DNF                        | Não terminou (Did not finish)             |   |                                      |
| Recorde pessoal       | Recorde pessoal do atleta (Personal best)    | Recorde da Oceania    | Recorde da Oceania (Oceania)          | DSQ / DQ                   | Desclassificado (Disqualified)            |   |                                      |
| Recorde da temporada  | Recorde da temporada do atleta (Season best) | Recorde sul-americano | Recorde sul-americano (South America) | NM                         | Sem marca (No mark)                       |   |                                      |